# Arteria gastroduodenal
La arteria gastroduodenal es una pequeña arteria del abdomen que se origina, por lo común, en la arteria hepática común, aunque presenta numerosas variaciones en su origen.

## Ramas
Comienza emitiendo la arteria supraduodenal, seguida por la arteria pancreaticoduodenal superior posterior. Termina con una bifurcación que da lugar a la arteria gastro-omental derecha y la arteria pancreaticoduodenal superior anterior (arteria pancreaticoduodenal superior). Estas ramas forman una anastomosis funcional con las ramas anterior y posterior de las arterias pancreaticoduodenales inferiores, procedentes estas de la arteria mesentérica superior.
Nótese que el número de ramas de la arteria gastroduodenal es variable. Típicamente, las arterias pancreaticoduodenal superior posterior y pancreaticoduodenal superior anterior se ramifican independientemente en ese orden, pero en raros casos pueden provenir de un tronco común.

### Ramas en Dorland
Según el Diccionario enciclopédico ilustrado de medicina Dorland, 27.ª edición, presenta las siguientes ramas:
- Arteria supraduodenal.[1]

- Arteria pancreaticoduodenal superior posterior.[1]

### Ramas en la Terminología Anatómica
La Terminología Anatómica recoge las siguientes ramas:
A12.2.12.017 Arteria supraduodenal (arteria supraduodenalis).
A12.2.12.018 Arteria pancreatoduodenal superior posterior (arteria pancreaticoduodenalis superior posterior).
- A12.2.12.019 Ramas pancreáticas de la arteria pancreatoduodenal superior posterior (rami pancreatici arteriae pancreaticoduodenalis superioris posterioris).
- A12.2.12.020 Ramas duodenales de la arteria pancreatoduodenal superior posterior (rami duodenales arteriae pancreaticoduodenalis superioris posterioris).

A12.2.12.021 Arterias retroduodenales (arteriae retroduodenales).
A12.2.12.022 Arteria gastro-omental derecha; arteria gastroepiploica derecha (arteria gastroomentalis dextra).
- A12.2.12.023 Ramas gástricas de la arteria gastro-omental derecha (rami gastrici arteriae gastroomentalis dextrae).
- A12.2.12.024 Ramas omentales de la arteria gastro-omental derecha (rami omentales arteriae gastroomentalis dextrae).

A12.2.12.025 Arteria pancreatoduodenal superior anterior (arteria pancreaticoduodenalis superior anterior).
- A12.2.12.026 Ramas pancreáticas de la arteria pancreatoduodenal superior anterior (rami pancreatici arteriae pancreaticoduodenalis superioris anterioris).
- A12.2.12.027 Ramas duodenales de la arteria pancreatoduodenal superior anterior (rami duodenales arteriae pancreaticoduodenalis superioris anterioris).

(A12.2.12.028 Arteria gástrica derecha (arteria gastrica dextra)).

## Distribución
Se distribuye hacia el duodeno, el páncreas y el omento mayor.
Suministra sangre directamente al píloro (parte distal del estómago) y la zona proximal del duodeno, e indirectamente a la cabeza del páncreas por medio de las arterias pancreaticoduodenal superior anterior y pancreaticoduodenal superior posterior.

## Patología
La arteria gastroduodenal puede ser fuente de hemorragia gastrointestinal significativa, que puede presentarse como complicación de la úlcera péptica.

## Imágenes adicionales

Suministro sanguíneo al estómago, procedente del tronco celíaco. La arteria gastroduodenal también está señalada.

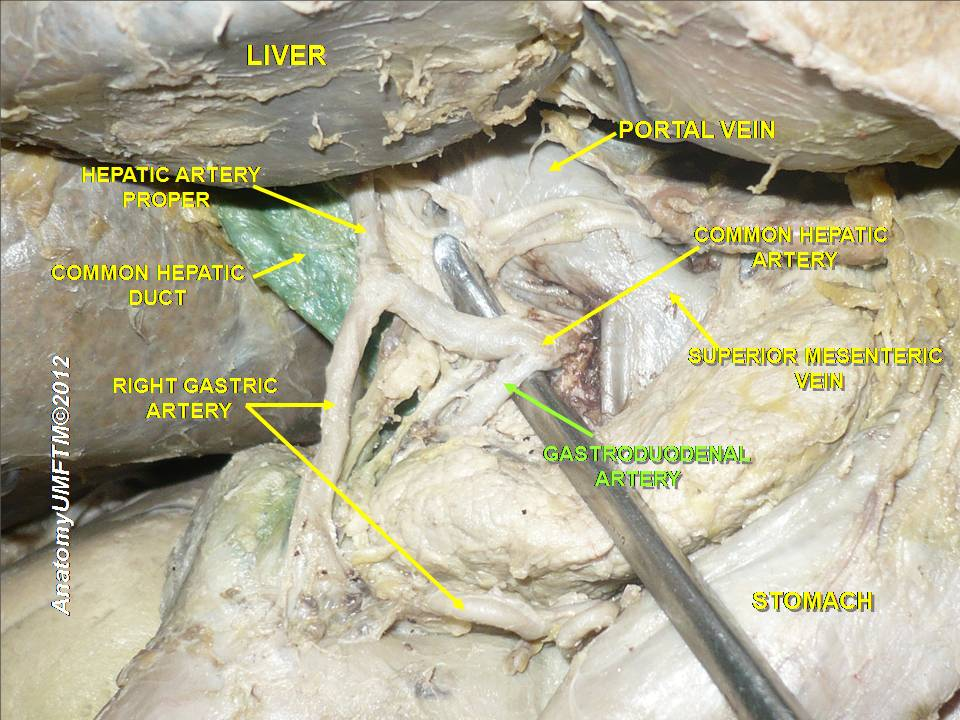
Arteria gastroduodenal en una disección.